# فارلی گرنجر
فارلی ایرل گرنجر جونیور (انگلیسی: Farley Granger; ۱ ژوئیهٔ ۱۹۲۵ – ۲۷ مارس ۲۰۱۱) هنرپیشه اهل ایالات متحده آمریکا بود که بین سال‌های ۱۹۴۳ تا ۲۰۰۴ میلادی فعالیت می‌کرد.

## زندگی هنری
گرانجر برای اولین بار، در ساخت یک صحنه کوچک در هالیوود توسط مدیر ریخته‌گری گلدوین، شناخته شد و مورد توجه قرار گرفت، تا حدی که نقش مهمی را در فیلم ستاره قطبی، فیلم بحث‌برانگیز ستایش اتحاد جماهیر شوروی در اوج جنگ جهانی دوم عهده‌دار شد، اما وی اندکی بعد، سوگیری سیاسی خود را محکوم کرد. وی همچنین قبل از خدمت سربازی خود در یکی از واحدهای نظامی در هونولولو، که مرتب‌سازی نیروهای جنگی در اقیانوس آرام را بر عهده داشت، در یکی دیگر از فیلم‌های جنگی، به نام قلب ارغوانی به ایفای نقش پرداخته‌است. وی در این برهه از زندگی اش توانست با هنرمندان بزرگی همچون باب هوپ، بتی گریبل و ریتا هیورث ارتباط برقرار کند و این ارتباط، سر آغاز کاوش‌های او در دوجنس‌گرایی بوده‌است که به گفته خودش، هرگز نیازی نمی‌دیده‌است که این حس را از دیگران پنهان کند. در سال ۱۹۴۸، آلفرد هیچکاک او را برای بازی در فیلم طناب، که بر اساس داستانی از لئوپولد و لوئب دربارهٔ یک پرونده قتل، دعوت کرد که پس از آن با اظهار نظرهای گوناگون پیرامون ستایش و انتقاد حضور گرنجر در طناب مواجه شد. آلفرد هیچکاک پس از آن نیز، دوباره از وی به عنوان یک ستاره تنیس درجمع بازیگران فیلم بیگانگان در ترن، استفاده کرد و داستان توطئه دو قتل برنامه‌ریزی شدهٔ خویش توسط یک بیمار روانی ثروتمند را، با بازی رابرت واکر، پیش برد.
از فیلم‌ها یا برنامه‌های تلویزیونی که وی در آن نقش داشته‌است می‌توان به طناب، هانس کریستین اندرسن، غریبه‌ها در قطار، احساس اشاره کرد.

## زندگی شخصی

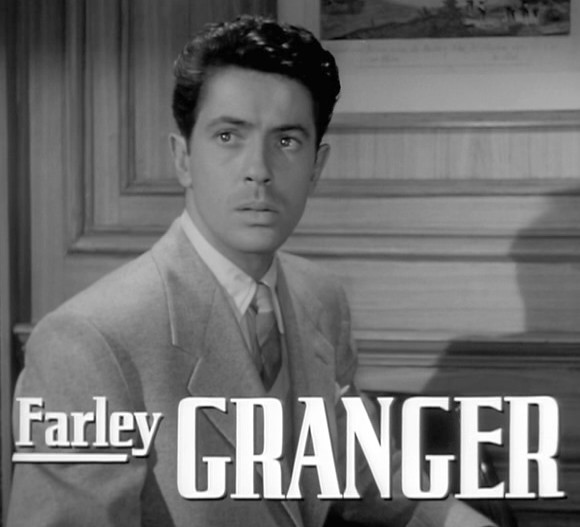
فارلی گرنجر در تیتراژ فیلم بیگانگان در ترن ۱۹۵۱

گرنجر، پسر اوا هاپکینز و فارلی گرنجر ارل در شهر سن‌خوزه، ایالت کالیفرنیای ایالات متحده آمریکا، در خیابان ۱۱۸۵ هانچت، در محله پارک هانچت زاده شد. پدر ثروتمند او صاحب نمایندگی خودرو ویلاس اورلند بود، و خانوادهٔ او هم اغلب وقت خود را در خانه ساحلی خود، در کاپیتولا صرف می‌کردند. در پی سقوط بازا سهام در سال ۱۹۲۹، گرنجرها مجبور به فروش هر دو خانه و بسیاری از وسایل شخصی خود شدند و به آپارتمان طبقه بالای یک مکان تجارت نقل مکان کردند و در آن جا مدت دو سال ساکن بودند.
نتیجه این شکست مالی و از دست دادن موقعیت اجتماعی خانوادگی، استفاده از مقادیر بسیار زیاد نوشیدنی‌های الکی توسط پدر و مادر گرنجر بود. آن‌ها در نهایت، اموال باقی‌مانده خود را فروختند و از درآمد حاصله از آن بدهی‌های مالی خود را پرداخت کردند و در نهایت بزرگان خانواده گرنجر، در یکی از نیمه شب‌ها، با آخرین خودروی تولید شده توسط کمپانی خود به لس آنجلس گریختند. خانواده گرنجر در یک آپارتمان کوچک در یک بخش از کار افتاده از هالیوود مستقر شدند. در این مدت، پدر و مادر گرنجر در مدت کوتاهی، موقتاً در مشاغل مختلف مشغول به کار می‌شدند و اندکی بعد، کار را رها می‌کردند که در پی آن، مصرف الکل در خانواده گرنجر شدت گرفت و نتیجه آن چیزی جز افزایش نزاع و درگیری خانودگی میان آن‌ها نبود. امید به این که ممکن است گرنجر به یک رقصندهٔ بزرگ تبدیل شود، مادر گرنجر را وادار کرد که او را در یک استودیوی آموزش رقص و درام، که توسط جودی گارلند و شرلی تمپل آغاز به کار کرده بود، ثبت نام کند. پدر گرنجر، به عنوان یک کارمند در واحد شمال هالیوود وزارت بیکاری کالیفرنیا مشغول به کار شد و او با دریافت حقوق این کار، توانست برای اجاره یک خانه کوچک، به عنوان استودیو شهر، اقدام کند. در همین زمان، پدر گرنجر، به صورت اتفاقی با دانالد اوکانر، بازیگر و رقصنده مشهور کالیفرنیا، همسایه شد. پدر گرنجر در دفتر کار وی با بیمه دریافت مزایای بیکاری هری لنگدون آشنا شد و او به گرنجر توصیه کرد پسر خود را برای تبدیل شدن به یک ستاره به تئاتر کوچک محلی، با نام ووکی ببرد که این تئاتر پیرامون تلاش سربازان انگلیسی، برای زنده ماندن لندن در جنگ جهانی دوم بود. استفاده صحیح، دقیق و به جای گرنجر از لهجه لندنی در ادای دیالوگها مدیر این تئاتر را تحت تأثیر قرار داد و همین امر باعث شد که وی، از گرنجر در نقشهای متعدد دیگر آثارش استفاده کند. در شب افتتاحیه این نمایش، فیل گرش و ساموئل گلدوین، مدیر کارگاه ریخته‌گری باب مک اینتایر، نیز به عنوان مخاطب در سالن حضور داشتند. صبح روز بعد، گرش در تماس با پدر و مادر گرنجر، از آن‌ها برای حضور در دفتر کار خود، در بعد از ظهر همان روز، دعوت کرد، تا در مورد ایفای نقش دامیان، یک پسر نوجوان روسی در فیلم ستاره قطبی توسط فارلی گرنجر، با آنان به بحث و گفتگو بپردازد. در همین زمان بود که فارلی نزد ستارگانی چون گلدوین (تهیه‌کننده)، لیلیان هلمن (نویسنده) و لوئیس مایلستون (نویسنده و کارگردان) حضور یافت و تست بازیگری داد. هلمن برای متقاعد کردن مونتگومری کلیفت برای انصراف از ایفای این نقش برادوی تلاش‌های بسیاری کرد که مثمر ثمر واقع نشد و تنها این تلاش‌ها زمانی به ثمر نشست که فارلی گرنجر برای ایفای این نقش در صحنه حضور یافت. گلدوین طی قرار دادی موظف شد که برای ایفای این نقش، در مدت هفت سال، هر هفته یکصد دلار به فارلی گرنجر بپردازد.

## فعالیت حرفه‌ای
در آغاز کار فارلی گرنجر، در بخش استودیوی تبلیغات، نگران به اشتباه افتادن مخاطبانش میان سه اسم می گرنجر و استوارت گرانجر، بازیگران بریتانیایی و فارلی گرنجر بود، تا حدی که آن‌ها به فارلی پیشنهاد کردند که او نام خود را تغییر دهد و به او یک لیست ارائه کردند که از میان آن، برای خود یک نام هنری انتخاب کند؛ اما فارلی گرنجر در پاسخ به این خواسته گفت: این نام‌ها، مانند گوردون گرگوری و گرگوری گوردون، همه قابل تعویض هستند و من نمی‌خواهم اسم مرا تغییر دهند، من نام فارلی گرنجر را دوست دارم و گرنجر باید تا سال‌های سال در خاطره‌ها بماند، این نام پدر من، پدر و پدربزرگش بوده‌است. هی، تلاش بسیار زیادی کرد تا ترکیبات جدیدی برای تغییر نام من به کار ببرد و او در نهایت به من پیشنهاد دادم که نام خود را به کنت کلارک تغییر دهم، اما من تنها کسی بودم که فکر می‌کردم عبارت کنت کلارت، مسخره و خنده دار به نظر می‌رسد. در نهایت این استودیو در یک بیانه مطبوعاتی اعلام کرد که فارلی گرنجر، ارشد دبیرستان شمالی هالیوود، پس از این که به یک آگهی در روزنامه‌ای پاسخ مثبت داده‌است، به یک ستاره بازیگری در فیلم ستاره قطبی تبدیل شده‌است.

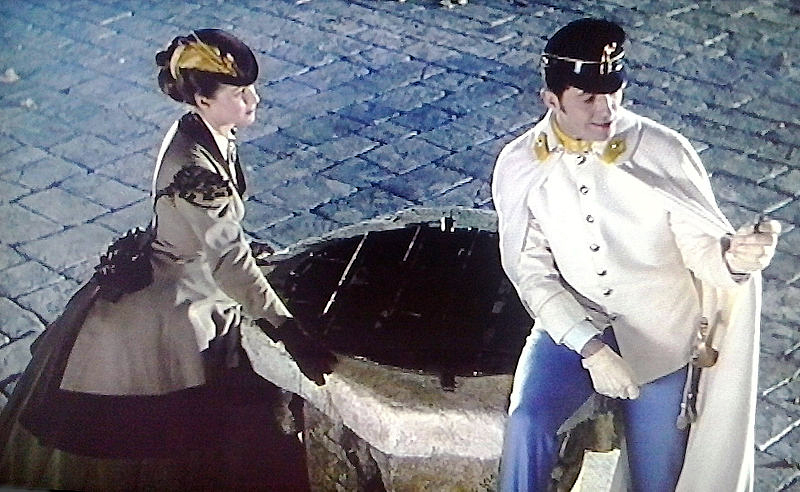
فارلی گرنجر به همراه آلیدا والی در صحنه‌ای از فیلم احساس، منتشر شده در سال۱۹۵۴

گرنجر پیرامون این فیلم گفته‌است: ماجرای این فیلم در ابتدا، برای من ماجرایی گنگ به نظر می‌رسید، اما حقیقت بسیار جالب تر از آن چیزی بود که پیش از ورود به آن می‌اندیشیدم و همین امر باعث می‌شود که ساخت این فیلم، به یک شروع خوب و حرفه‌ای و یک خوش شانسی در سینما برای فارلی گرنجر تبدیل شود. او از این همکاری در اثری به کارگردانی میلستون و بازیگرانی ستارگانی چون دانا اندروز، آن بکستر، والتر برنان و جین ویثرز کار لذت می‌برد و زمان طولانی فیلمبرداری این اثر را، فارلی گرنجر، با آرون کوپلند آهنگساز، که یکی از دوستان قدیمی سالهای دور و درازش بود، سپری می‌کرد.
زمانی این فیلم که منتشر شد، توسط منتقدانی که برای روزنامه‌ای متعلق به ویلیام راندولف هیرست کار می‌کردند، به دلیل داشتن مواضع ضد کمونیستی و انتشار شعارهایی با همین مضمون، که یک حس تبلیغاتی بر ضد شوروی سابق به بیننده می‌داد، حملات بسیار زیادی صورت گرفت.
گرنجر برای فیلم بعدی خود با نام قلب بنفش که در آن ستارگانی چون داریل اف. زانوک و دانا اندروز و چندی دیگر از بازیگران به ایفای نقش می‌پرداختند، به مؤسسه فاکس قرن بیستم قرض داده شد.
گرنجر در همین اثنا، با یکی از بازیگران به نام سام لوین، رابطه دوستی نزدیکی برقرار کرد و همین امر باعث شده که این بازیگر نیویورکی، او را تحت حمایت خود بگیرد. او همچنین با رادی مک دوئال دوست شد و توانست با جون هیور، دارنده ستون شایعات و طرفداران در یکی از مجلات معتبر ارتباط برقرار کند. پس از اتمام تصویربرداری فیلم سینمائی قلب بنفش، گرنجر به نیروی دریایی ایالات متحده آمریکا پیوست.
در پی استخدام وی در نیروی دریایی و پس از کسب آموزش‌های لازم در فاراگوت، آیداهو، او از جزیره گنج در سان فرانسیسکو به هونولولو رفت. او این مسیر را از طریق کشتی و بر روی دریا پیمود و در طول سفر ۱۷ روزه اش او از دریازدگی مزمن رنج می‌برد. وی به محض ورود به هاوایی در بیمارستان بستری و برای چند روز، برای بازگشت مجدد به دریا تحت نظر پزشک قرار گرفت و ۲۳ پوند هزینه درمان وی شد؛ در نتیجه، وی دوران باقیمانده خدمت سربازی خود را در خشکی گذراند و به عنوان نیروی پاکسازی محیط، در باشگاه ورزشی مردانه‌ای که برای تمرین بدنسازی در اختیار سربازان نیروی زمینی،  منطقه وایکیکی قرار گرفته بود به خدمت پرداخت.

## فیلم‌شناسی
| نام فیلم                    | کارگردان                        | سال انتشار |  |
| --------------------------- | ------------------------------- | ---------- |  |
| ستاره قطبی                  | لوئیس مایلستون                  | ۱۹۴۳       |  |
| قلب بنفش                    | لوئیس مایلستون                  | ۱۹۴۴       |  |
| احساس                       | لوکینو ویسکونتی                 | ۱۹۵۴       |  |
| طناب                        | آلفرد هیچکاک                    | ۱۹۴۸       |  |
| جادو                        | دیوید نیون                      | ۱۹۴۸       |  |
| آنها با شب زندگی می‌کنند     | نیکلاس ری                       | ۱۹۴۸       |  |
| روزیانا مک کوی              | جان کولیر                       | ۱۹۴۹       |  |
| خیابان داخلی                | آنتونی مان                      | ۱۹۵۰       |  |
| از آن ماست                  | آنتونی مان                      | ۱۹۵۰       |  |
| لبه عذاب                    | مارک رابسون                     | ۱۹۵۰       |  |
| بیگانگان در ترن             | آلفرد هیچکاک                    | ۱۹۵۱       |  |
| مرز خودتو نگه دار           | جورج بک                         | ۱۹۵۱       |  |
| تو را می‌خواهم               | مارک رابسون                     | ۱۹۵۱       |  |
| خانه کامل او. هنری          | فاکس قرن بیستم                  | ۱۹۵۲       |  |
| هانس کریستین اندرسن         | چارلز ویدور                     | ۱۹۵۲       |  |
| داستان سه عشق               | وینسنت مینلی و گاتفرید رینهاردت | ۱۹۵۳       |  |
| دختر شهر کوچک               | لاسلو کاردوس                    | ۱۹۵۳       |  |
| گالری راج                   |                                 | ۱۹۶۸       |  |
| نیروی ضربت چریکی            |                                 | ۱۹۷۰       |  |
| وب عنکبوتی                  |                                 | ۱۹۷۰       |  |
| به من می گن ترینیتی         |                                 | ۱۹۷۰       |  |
| جنازهٔ مو سرخ                | رنتسو روسو                      | ۱۹۷۲       |  |
| بسیار لذت‌بخش، کاملاً مرده    | روبرتو بیانکی مونترو            | ۱۹۷۲       |  |
| خزنده‌ای در تاریکی           | ماریو کولوسکی                   | ۱۹۷۱       |  |
| مجنون!                      | سیلویا آمادیو                   | ۱۹۷۲       |  |
| نفوذ                        |                                 | ۱۹۷۲       |  |
| پرواز شبانه از مسکو         | آنری ورنوی                      | ۱۹۷۲       |  |
| مردی به نام ظهر             | پیتر کالینسن                    | ۱۹۷۲       |  |
| مرا بکش عشق من              |                                 | ۱۹۷۳       |  |
| آرنولد                      |                                 | ۱۹۷۳       |  |
| ونوس                        |                                 | ۱۹۷۴       |  |
| مرگ چشمانت را خواهد خورد    |                                 | ۱۹۷۴       |  |
| آنها با دخترت چه کار کردند؟ | ماسیمو دالامانو                 | ۱۹۷۴       |  |
| زندگی جنی دولان             | جری جیمسون                      | ۱۹۷۵       |  |
| ولگرد                       | ژوزف زیتو                       | ۱۹۸۱       |  |
| ماسک صورت مرده              |                                 | ۱۹۸۴       |  |
| محله خیلی نزدیک             |                                 | ۱۹۸۶       |  |
| تصویرگر                     |                                 | ۱۹۸۶       |  |
| هورا بچه ها!                | جان بایروم                      | ۱۹۸۶       |  |
| تصویرگر                     | دنی دویتو                       | ۱۹۸۷       |  |
| کابینه سولولوئید            | جفری فریدمن و راب اپستاین       | ۱۹۸۱       |  |
| چیز بزرگ بعدی               | پی.جی. پاسنر                    | ۱۹۸۶       |  |
| برادوی، عصر طلایی           | ریک مک کی                       | ۲۰۰۳       |  |

## مرگ
فارلی گرنجر در تاریخ ۲۷ مارس سال ۲۰۱۱ میلادی، در سن ۸۵ سالگی بر اثر مرگ طبیعی درگذشت.